# 三国杀
三国杀是主要流行于兩岸四地的桌上纸牌游戏和網上遊戲，以中國三国时代及演义文学为背景，拥有不同类型的身份牌、武将牌、体力牌、游戏牌（包括基本牌、锦囊牌、装备牌）等。游戏玩家数量为5-10人。三国杀游戏由游卡桌游（YokaGames）开发，于2008年9月18日在北京、上海和厦门三个城市同步上市。三国杀游戏的核心为三国杀标准版，可以配合各种扩展包以增加游戏性。
三国杀游戏现有若干种标准版：2008年发售的《三國殺標準版》、2013年发售的《三國殺標準版（2013新版）》、2014年发售的《三國殺標準版·界限突破》、2015年发售的《三國殺標準版（2015新版）》、2019年发售的武将新UI《三国杀标准版（2019新版）》。2011年推出了新包装的标准版、神话再临合集以及珍藏版，对游戏说明、卡牌描述进行改良，并更改了游戏牌的背面图案。2013年推出的《三国杀2013新标准版》更换了3名武将的技能与插画，并新增了2名新武将。目前官方已发行「神话再临」扩展包（包括「軍爭篇」、「風」、「火」、「林」、「山」、「陰」、「雷」），由玩家设计武将组成的「一將成名」、「一將成名2012」、「一將成名2013」、「一將成名2014」、「一將成名2015」、「原创之魂2016」、「原创之魂2017」擴展包，十週年珍藏版以及通过杂志《桌游志》赠送的部分SP武将。在2010年游卡桌游还推出过无障碍入门的“初出茅庐”版本，在2014年游卡桌游还推出了增强武将的“界限突破”版本。
2012年通过代理商在台湾发售了繁体中文标准版。2012年7月发行了《三国杀·国战》版本。其在线游戏版本为三国杀Online、三国杀十周年以及太阳神三国杀。

## 游戏模式及版本

### 身份模式

#### 规则
| 玩家人數 | 主公 | 忠臣 | 反賊 | 內 |
| -------- | ---- | ---- | ---- | -- |
| 4        | 1    | 1    | 1    | 1  |
| 4        | 1    | 0    | 2    | 1  |
| 5        | 1    | 1    | 2    | 1  |
| 6        | 1    | 1    | 3    | 1  |
| 6        | 1    | 1    | 2    | 2  |
| 7        | 1    | 2    | 3    | 1  |
| 8        | 1    | 2    | 4    | 1  |
| 8        | 1    | 2    | 3    | 2  |
| 9        | 1    | 3    | 4    | 1  |
| 9        | 1    | 2    | 4    | 2  |
| 10       | 1    | 3    | 4    | 2  |

三国杀标准模式，以4至10人进行，玩家于游戏开始时抽取身份牌来决定扮演主公、忠臣、反贼、内奸四类身份。
神勢力武將遊戲開始前要選擇勢力。
雙勢力武將遊戲開始前要選擇勢力。
擁有隱匿效果的武將，在遊戲開始時，暫時隱藏真正的武將牌，以「隱匿者」的形態出現。「隱匿者」形態下，武將僅有1點體力值，沒有技能展示，性別為男。在受到傷害或失去體力導致體力減少，或回合開始時，亮出真正的武將牌，稱為登場。
获胜判定：
- 主公：所有反贼和内奸阵亡。
- 忠臣：同主公條件，保证主公不死的情况下，所有反贼、内奸阵亡。
- 反賊：主公阵亡，只要不是在只剩主公和一名内奸（即存活的内奸数为1）两人存活的情况下主公阵亡都算作反贼获胜（无论反贼是否存活）。
- 內：所有忠臣、反贼和其它内奸全部阵亡后，主公必須最後死亡。

任何人殺掉反賊可以有3張牌，主公殺掉忠臣會失去所有牌（包括手牌及裝備區）
不同数量的玩家，各种身份的玩家数量不同，见右表。

#### 版本
基础版本：
- 三国杀标准版

三国杀标准版于2008年发行，是由游卡桌游早期发行的《三国杀推广版》发展而来，是三国杀游戏的核心版本。2011年推出了新包装的标准版，对游戏说明、卡牌描述进行改良，并更改了游戏牌的背面图案。2013年推出了新标准版，更换了3名武将的技能与插画，并新增了2名新武将「袁術」、「華雄」。2019年再度推出標準版2019，改良武將牌的畫質和改動武將的收錄，並新增3名武將「伊籍」、「曹彰」、「公孙瓒」。2023年推出標準版2023，改動武將的收錄，新增3名武將「樂進」、「甘夫人」、「潘鳳」，並移除3名武將「伊籍」、「曹彰」、「袁術」。
- 三国杀界限突破

三国杀界限突破于2014年春发行，是在2013年新标准版的基础上，更换了大量武将技能与插画，并新增了3名新武将「李典」、「徐庶」、「公孙瓒」，以增强游戏体验与平衡性。
扩充版本：
- “神话再临”系列

神话再临系列是2009年-2011年、2018年发行的扩充包。该系列加入了大量新规则，增加了神势力武将。
包括“风”、“火”、“林”、“山”、“陰”、“雷”6个武将扩充包和“军争篇”1个游戏牌扩充包。
- “一将成名”系列

2011年-2015年间，游卡桌游陆续举办了五届“一将成名”三国杀武将设计大赛，由玩家参与绘制插画、设计技能，经游卡桌游修改后加以发行。
包括“一将成名”、“一将成名2012”、“一将成名2013”、“一将成名2014”和“一将成名2015”5个武将扩充包。
- “原創之魂”系列

2016年和2017年间，游卡桌游陆续举办了兩届“原創之魂”三国杀武将设计大赛，先由官方設計4位武將技能，之後玩家参与另外4位武將的技能設計，以上8位武將由玩家绘制插画，经游卡桌游修改后加以发行。
包括‘‘原創之魂2016’’和‘‘原創之魂2017’’2個武將擴展包。
部分上述兩系列擴展包的武將在2018年重新設計技能。
- “武逆乾坤”系列

2014年，游卡桌游发行了武逆乾坤系列扩充包，据其称该扩充包可以“解决六大问题”。
包括“武逆乾坤－天”1个武将扩充包。
- “用间篇”卡牌

2020年，游卡桌游发行了“用间篇”游戏牌扩充包，其中加入了新机制“赠予”。
- 其它版本

2011年起，游卡桌游通过周边产品（如杂志、书籍等）附送了大量游戏卡牌。2020年末桌游志停止发行实体书，现已无随杂志赠送的游戏卡牌。

### 国战模式
国战模式是一种可以支持2～12人同时参与的游戏模式，需使用《三国杀·国战》进行游戏，该游戏平行于三国杀身份局。

#### 版本
- 三國殺國戰

2012年7月21日推出《三國殺國戰标准版》和《三國殺國戰标准·纪念版》。 
2013年6月22日推出《三國殺國戰标准版》新版。对部分武将技能作了微调。更改了游戏牌的牌背，其他内容和原版《國戰》基本一致。
2016年推出《三國殺國戰2015典藏版》包括“标准”,“阵”,“势”,势备篇,和部分武將技能做出強度平衡調整，其他内容和《新版三國殺國戰》基本一致。
2016年推出《三國殺國戰2017典藏版》包括“标准”,“阵”,“势”,势备篇,“變”和部分武將技能做出強度平衡調整，其他内容和《三國殺國戰2015典藏版》基本一致。
2018年推出《三國殺國戰2019典藏版》包括“标准”,“阵”,“势”,势备篇,“變”，“權”和部分武將技能做出強度平衡調整，其他内容和《三國殺國戰2017典藏版》基本一致。
2022年推出《三國殺國戰2022标准版》包括“标准”和部分武將技能做出強度平衡調整，其他内容和《三國殺國戰标准版》基本一致。
2022年推出《三國殺國戰2023典藏版》包括“标准”,“阵”,“势”,势备篇,“變”，“權”,“不臣篇上”“不臣篇下”和部分武將技能做出強度平衡調整，其他内容和《三國殺國戰2019典藏版》基本一致。
2024年推出《三國殺國戰2025典藏版》包括“标准”,“阵”,“势”,势备篇,“變”，“權”,“不臣篇上”“不臣篇下”,“纵横”,“国战限定”和部分武將技能做出強度平衡調整，其他内容和《三國殺國戰2023典藏版》基本一致。
扩充系列：
- 君临天下系列

2013年8月31日开始推出君临天下系列扩展包。
包括“阵”,“势”、“變”、“權”、4个武将扩展包和“势备篇”1个游戏牌扩展包。
- 不臣篇系列

2021年开始推出不臣篇系列扩展包。
包括“不臣篇上”,“不臣篇下”2个武将扩展包。
- 纵横捭阖系列

2024年11月开始推出纵横捭阖系列扩展包。
包括“纵横”1个武将扩展包。
- 国战限定系列

2024年11月开始推出国战限定系列扩展包。
包括“国战限定”1个武将扩展包。

### 3V3模式
三国杀3V3目前共正式发行过三个游戏版本，共计五种不同包装的产品。包括：
- 三国杀3V3专用牌（2011版）
- 新3V3竞技专用牌（2012版）
- 三国杀3V3第十一届三国杀王者之战比赛专用牌（2012版）
- 三国杀王者之战3V3“双剑合璧”比赛专用版套装限量版（2011＋2012版）
- 三国杀3V3专用牌（2013版）

自2013版起，游卡确认不再以替换游戏版本方式发行新版3V3，今后3V3的更新方向将为扩展包形式。而2013版也将成为3V3标准版。

#### 详细历史
1. 以下为3V3专用牌中相同的卡牌细节调整：
  - 取消了主公武将牌的主公技；
  - 身份牌改为2主帅和4前锋；
  - 去除了风扩展中的于吉；
  - 去除了2张“閃電”牌。
  - 增加了“南蠻入侵”、“萬箭齊發”、“五谷豐登”、“桃園結義”的变体（选择方向）描述；
  - 所有卡牌背景主色为白色，阵营牌背后为脸谱图案，游戏卡牌背后位双方向图案。
2. 三国杀3V3专用牌（2011版）
  - 2011年9月2日推出《三国杀3V3专用牌》，纯白色盒装，内含订制的武将32张武将牌、106张游戏牌、专属的A、B位置牌、《游卡桌游三国杀3V3比赛规则简略》一张，随机武将闪卡一张。
  - 此版本调整包括：
  - 武将牌角标为“競”字；
  - 游戏牌背面、武将牌背面均设有“競”字角标。
3. 新3V3竞技专用牌（2012版）
  - 2012年4月2日推出新《三国杀3V3竞技专用牌》2012版，白色铁盒装，内含订制的武将32张武将牌、108张游戏牌、6张身份牌、6张体力牌、4张A、B位置标示牌、《三国杀3V3比赛规则》（2012版）一张，随机武将闪卡一张、第十一届三国杀王者之战报名卡一张、驰骋沙场之正版达人军饷卡一张。
  - 新3V3专用牌在原3V3专用牌的基础上替换和新增加了一些武将及卡牌元素，令战术策略更加灵活多变。
  - 此版本调整包括：
    - 去除了标准版中的吕蒙、夏侯惇，去除了风扩展中的曹仁、魏延、张角；
    - 新增火扩展中的庞德，新增林扩展中的徐晃、孟获、孙坚；
    - 新增首枚3V3竞技专属武将诸葛瑾（编号：VS001）；
    - 新增“兵糧寸斷”2張（♠A、♣Q），原♣Q的“無懈可擊”，改为♥Q；
    - 包装为铁盒包装；
    - 武将牌背面增加金色边框和灰色祥云图案，去除“競”字标记；
    - 游戏牌背面改为淡橙色龙圈底纹，“三國殺”字样改为黑色，加淡褐色纹饰，去除“競”字标记；
    - 武将牌角标处“競”字改为“3V3”字。
4. 三国杀3V3第十一届三国杀王者之战比赛专用牌（2012版）
  - 2012年4月22日，限量推出《三国杀3V3王者之战2012纪念版》，纯白色盒装，卡牌内容和《三国杀3V3竞技专用牌》2012版基本一致，不含闪卡。
  - 卡牌材质采用黑芯纸双面印刷，耐用度更高，为2012年王者之战的比赛用牌。
  - 此版本调整包括：
    - 卡牌调整和《三国杀3V3竞技专用牌》2012版一致；
    - 武将牌背面无灰色祥云图案，武将牌和游戏牌背面底色更亮白；
5. 三国杀王者之战3V3“双剑合璧”比赛专用版套装限量版（2011＋2012版）
  - 2012年10月19日，限量发行《三国杀王者之战3V3“双剑合璧”比赛专用版套装限量版》，此“双剑合璧套装”内含第十届王战专用牌、第十一届三国杀王者之战比赛专用牌各一盒。其中的第十届王战专用牌为2011全国赛事剩余卡牌，数量极其稀少，而2012第十一届王战专用牌采用新3V3内容(2012版)。
  - 包装正面写有限量版字样；里面为抽屉样式内盒；
  - 额外赠送“大乔”、“小乔”武将卡牌限量纪念版。
6. 三国杀3V3专用牌（2013版）
  - 2013年4月20日，发行《三国杀3V3专用牌》2013版，浅棕色花纹图案包装，正面图案为面对面的武将头像。此版本是基于三国杀3V3的2012版规则，根据以往几年来玩家需求以及业界意见进行的调整，具有更完善的游戏机制。
  - 卡片采用蓝芯纸双面印刷，内含订制的武将32张武将牌、108张游戏牌、6张身份牌、6张体力牌、《游戏及竞赛说明书》（2013版）一张，随机武将闪卡一张、三国杀Online2013竞技达人军饷卡一张。
  - 此版本调整包括：
    - 游戏正式定义为和标准身份模式平行的游戏模式，所有武将编号增设V.前缀；
    - 去除了标准版中的许褚、陆逊，去除了风扩展中的黄忠、周泰，去除了林扩展中的孟获；
    - 新增林扩展中的贾诩，新增山扩展中的孙策、姜维；
    - 在2012版中被去除的标准版中的夏侯惇调整技能后回归；
    - 新增第二枚3V3竞技专属武将文聘（编号：V.WEI019）；
    - 首枚3V3专属武将诸葛瑾编号更改为V.WU018；
    - 标准版中的关羽、赵云、吕布技能调整；
    - 游戏牌“无中生有”规则进行调整；
    - 游戏牌“诸葛连弩”名称调整为“连弩”，规则进行调整，由“任意数量的【杀】”改为“每回合最多4张【杀】；
    - 游戏牌、武将牌背面底纹、颜色升级。

### 1V1模式
1V1模式是以三国杀基本规则为基础，在只有两名玩家时可进行对抗的一种游戏方式。
新1V1模式是以三国杀1V1基本规则为基础，将武将技能平衡，及加入新元素。

### 虎牢关模式
虎牢关模式是三国杀官方原创玩法，灵感源于“三英戰呂布”，由四名玩家分阵营对抗的游戏模式。 在2012-2014年以常态模式存在于游戏中，2014年左右下架。之后不时作为活动模式上架。

### Online专属模式
欢乐模式是比較宽松的玩法，你和队友击败其它玩家即为胜利，有2v2和3v3的模式，該版本也在網絡模式形成排位賽。

### 統率三軍
為3v3的衍生版本，雙方玩家自行操作3名武將，以擊殺對方主將獲勝。

### 歡樂斗地主
為手機三國殺版專屬模式，以中國大陸卡牌遊戲斗地主增加三國殺元素並改編玩法，和2012年推出的《三國殺·斗地主》產品玩法不同。

### 幻化之戰
為手機三國殺專屬模式，一開始全部武將沒任何技能，武將均有4體力，1點靈力值，每過一個回合增加1點，玩家將要暗中保護和擊殺各一人（不會是相同），受保護的目標死掉，保護他的玩家失去所有手牌。同時次要任務及乾坤八卦系統會改變場上大局，以唯一存活武將作為主要勝利條件。

### 三国杀战棋
三国杀战棋是传统三国杀有很大不同的玩法。一般为6名玩家进行游戏。游戏在一张7×7的地图上进行，玩家分成两组，每位玩家控制其中一人。双方的大本营在互为斜对角的顶格位置，与它相邻的兵营则是己方武将死亡后的复活点。游戏过程中可以通过斩将或者抵达地方大本营来得分，游戏结束时分高的一方获得胜利。

#### 扩展包：
- 帷幄千里·天

新增8个武将牌，修改了张飞和许褚的技能。增加一张全新的水站地图，和新机制“风向”。

### 太虛幻境
手機三國殺单人PVE活动场

## 基本规则

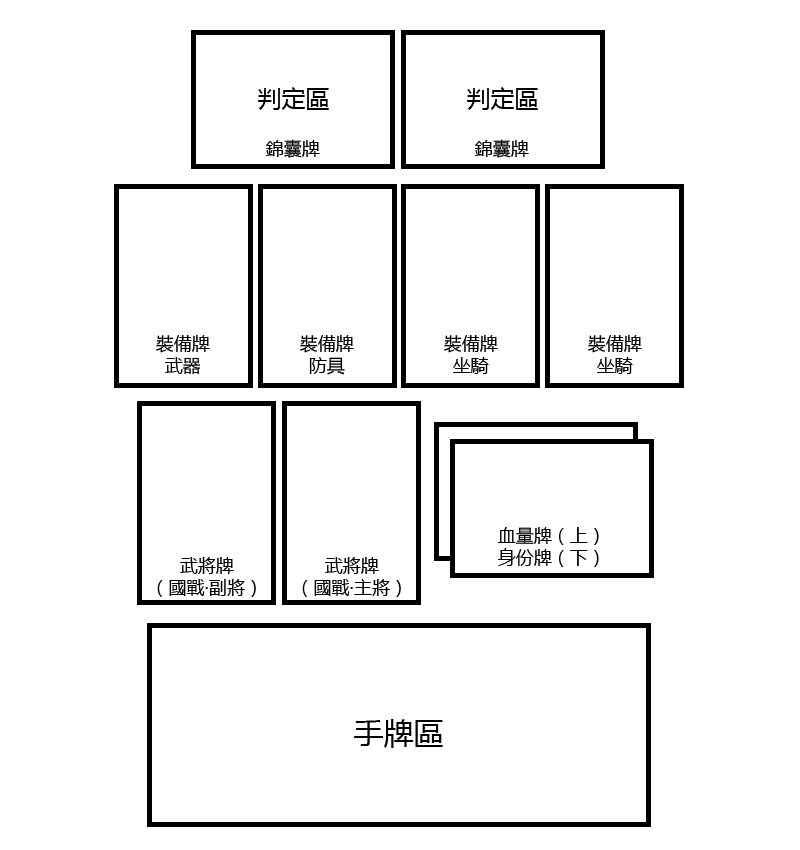
三國殺玩家個人卡牌的放置方式

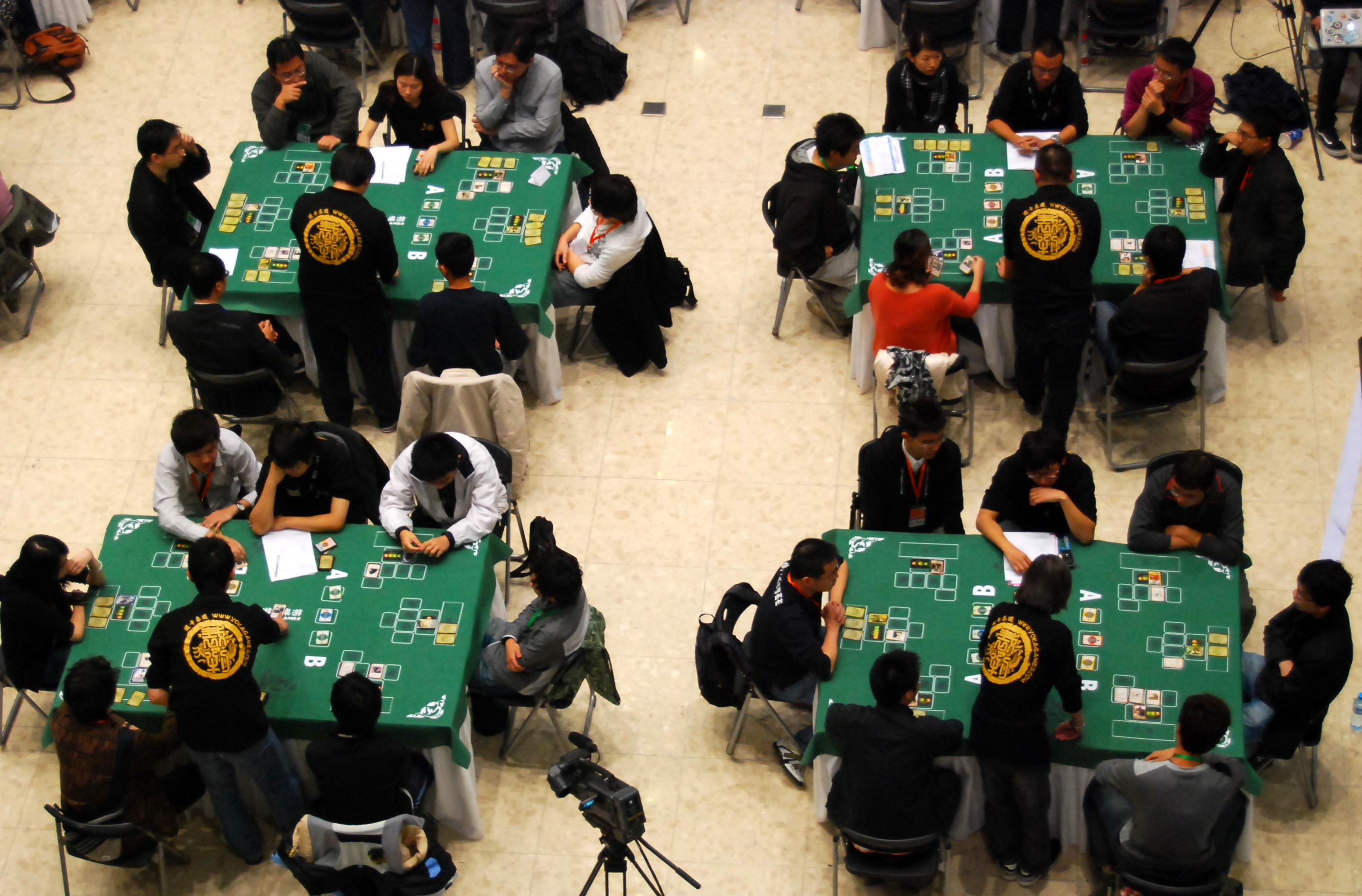
三国杀正式比赛现场

- 三國殺游戏的主要基本规则包括：游戏回合、游戏阶段、距离计算、技能类型、攻击范围、翻面、拼点等。

## 游戏卡牌
- 卡牌共分为四种：身份牌、体力牌、武将牌和游戏牌。
  - 身份牌详细分类和说明参见：身份牌
  - 体力牌详细分类和说明参见：体力牌
  - 游戏牌又分为基本牌、锦囊牌、装备牌。装备牌又分为武器牌、防具牌、坐骑牌、宝物牌。
    - 【殺】、【閃】、【桃】、【酒】等牌是游戏中最常见的牌，它们有最简单而实用的功能，被称为基本牌。
    - 标有“錦囊”标识的牌为锦囊牌。
    - 带有“裝備/武器”标识的为装备牌中的“武器”牌。
    - 带有“裝備/坐騎”标识的为装备牌中的“坐骑”牌。
    - 带有“裝備/防具”标识的为装备牌中的“防具”牌。
    - 带有“裝備/寶物”标识的为装备牌中的“寶物”牌。

  - 游戏牌详细分类和说明参见：三国杀游戏卡牌
  - 武將牌
    - 角色以三国人物为背景，不同武将拥有不同的体力和势力。
    - 武將牌详细分类和说明参见：武將牌，武將牌明细列表参见：三国杀武将列表

  - 除此之外，还有各类收藏用途的卡牌，此类卡牌对游戏并无直接影响。
    - 收藏牌是官方通过游戏产品、游戏周边产品、授权杂志进行附赠的卡牌，一般供玩家收藏，不直接加入游戏。
    - 主要品种有：武将闪卡、武将3D卡、全幅武将牌、真人武将牌、武器RC卡。
    - 收藏牌详细说明参见：三国杀游戏卡牌，部分收藏牌明细列表参见：三国杀武将列表

## 发展史
三国杀最初的设计者为黄恺（KayaK），他自幼喜爱游戏，并不满足于既有规则，喜欢加以自己的改造。小学的时候，他开始自己绘图，设计游戏规则并与好友及表弟表妹玩。初三时，他迷上了漫画《游戏王》，仿画了千余幅卡牌，并自认“画画的功夫可能就是那时候练出来的”。由于对游戏强烈的喜好，高考时他报考了中国传媒大学新设的互动艺术专业，并如愿被录取。
2006年，黄恺发现一个桌游论坛，并从中了解到西直门附近有一间吧。他在桌游吧玩了很多种桌游，并萌生了创造中国人自己的桌游的想法。他开始尝试把Bang!游戏的角色替换成好友、舍友、老师等，并度身定做了“独门绝技”。之后他又想到使用既有浓郁中国色彩又有广泛群众基础的三国故事做背景设定，黄恺用了一个晚上，用电脑重新制作了《三国无双》的图片，并根据三国人物的性格制定了游戏的规则。第二天他拿到打印店打印出来，这就是三国杀最初的雏形。这副牌受到了同学的极大欢迎，于是黄恺和搭档李由（Yoyu）决定通过淘宝网销售。杜彬在网上发现了这套纸牌，并成为第十个购买者。出于对游戏的热爱，杜彬接结识了黄恺并成为朋友。2008年1月1日，游卡桌游的三位创始人杜彬、黄恺、李由凑出5万块钱发布了第一个印刷版本也是第一批正式产品的三国杀。该版本限量5000套卡牌，其中1000套还带有限量收藏编码。因外包装绘有“龙王当道”，因此又被称为“龙版三国杀”。
- 2008年
  - 1月1日，发行《三国杀（初版）》；
  - 9月18日，发行《三国杀（线下推广版）》；
  - 12月11日，三国杀Online首次内测，参见三国杀Online；
- 2009年
  - 3月23日，发行“神话再临—风”扩充包；
  - 7月23日，发行《Q版三国杀》，参见Q版三国杀；
  - 9月21日，发行“神话再临—军争篇”扩充包；
  - 10月1日，发行《三国杀（标准版）》；
  - 11月16日，发行“神话再临—火”扩充包；
  - 12月27日，三国杀Online正式开放封闭测试，参见三国杀Online；
- 2010年
  - 5月14日，发行《三国杀—初出茅庐版》，参见初出茅庐版；
  - 5月25日，发行《三国杀—神话再临典藏版》（铁盒）；
  - 7月29日，发行“神话再临—林”扩充包；
  - 10月1日，发行Q版“神话再临—风”扩充包，参见Q版三国杀；
- 2011年
  - 1月11日，举办首届“一将成名”三国杀武将设计大赛；
  - 3月29日，三国杀Online更新至2.0版本，参见三国杀Online；
  - 5月10日，发行“一将成名”扩充包；
  - 7月，发行衍生产品《三国杀·曹操墓》
  - 7月28日，发行“神话再临—山”扩充包；
  - 9月2日，发行《三国杀3V3专用牌》，参见三國殺3V3[[[Wikipedia:格式手册/链接#章節|錨點失效]]]；
  - 9月14日，发行《三国杀关公邮票珍藏版》套装，参见关公邮票珍藏版；
  - 11月1日，发行《三国杀》邮政专供版，参见邮政专供版；
  - 11月7日，发行《三国杀（标准版）》（新版包装）；
  - 11月21日，发行《三国杀珍藏版》（新版/铁盒）；
  - 11月23日，发行《神话再临合集》（新版/铁盒）；
- 2012年
  - 1月30日，举办“真·女将；一将成名”三国杀Cosplay大赛；
  - 2月1日，举办“一将成名2012”三国杀武将设计大赛；
  - 2月22日，发行《三国杀·神话再临》画册；
  - 4月2日，发行新《三国杀3V3竞技专用牌》，参见三國殺3V3[[[Wikipedia:格式手册/链接#章節|錨點失效]]]。
  - 4月22日，限量发行《三国杀3V3第十一届三国杀王者之战比赛专用牌》，参见三國殺3V3[[[Wikipedia:格式手册/链接#章節|錨點失效]]]。
  - 5月，发行衍生产品《三国杀·校园版》
  - 5月12日，在台湾发行《三國殺繁体中文标准版》，参见三國殺繁体中文版；
  - 5月19日，发行“一将成名2012”扩充包；
  - 7月21日，发行《三国杀国战》、《三国杀国战·纪念版》，参见三國殺國戰[[[Wikipedia:格式手册/链接#章節|錨點失效]]]。
  - 8月6日，发行《Q版三国杀·神话再临合集》，参见Q版三国杀；
  - 8月18日，在美国发行《LTK·Legends of The Three Kingdoms》（三国杀英文版）参见Legends of The Three Kingdoms；
  - 9月21日，和电影《铜雀台》深度合作。设计明星武将牌，发行铜雀台版本卡牌；
  - 10月19日，限量发行《三国杀王者之战3V3双剑合璧比赛专用版套装限量版》，参见三國殺3V3[[[Wikipedia:格式手册/链接#章節|錨點失效]]]；
  - 12月4日，发行《三国杀回馈版》；
  - 12月17日，举办“一将成名2013”三国杀武将设计大赛；
  - 12月25日，发行衍生产品《三国杀·斗地主》；
- 2013年
  - 1月26日，在台湾发行《三國殺繁体中文版·神话再临—風擴充》，参见三國殺繁体中文版；
  - 1月29日，三国杀Online更新至2.25版，增设国战模式，参见三国杀Online；
  - 2月8日，在台湾发行《三國殺繁体中文版·神话再临—軍爭篇擴充》，参见三國殺繁体中文版；
  - 4月20日，发行《三国杀3V3专用牌》2013版，参见三國殺3V3[[[Wikipedia:格式手册/链接#章節|錨點失效]]]；
  - 4月20日，在台湾发行《三國殺繁体中文版·神话再临—火擴充》，参见三國殺繁体中文版；
  - 5月8日，由游卡桌游监制，桌游志出品的《三國殺·對戰卡》正式上市发行。该产品原定于3月中旬发行，因闪卡制作工艺问题延期发行。
  - 5月20日，发行“一将成名2013”扩充包；
  - 5月20日，发行《三國殺標準版》（新版）。
  - 6月22日，发行《三國殺·國戰》（新版）。
  - 7月21日，发行《三國殺2013珍藏版》、《三國殺2013Q版》。
  - 8月31日，发行《三國殺·國戰》第一個擴充包《君臨天下·陣》。
  - 9月28日，发行《三國殺1V1》。
  - 12月，举办“一将成名2014”三国杀武将设计大赛；
  - 12月中旬，发行《三國殺·國戰》第二個擴充包《君臨天下·势》。
- 2014年
  - 3月，发行《三国杀·一战到底》。
  - 4月15日，发行《三国杀界限突破》。
  - 5月，发行《一将成名2014》。
  - 7月，发行《三国杀界限突破珍藏版》。
  - 7月26日，在台湾发行《三國殺繁体中文版·神话再临—林擴充》，参见三國殺繁体中文版。
  - 8月8日，在台湾发行《三國殺繁體中文版·界限突破標準版擴充》，参见三國殺繁体中文版。
  - 8月22日，在台湾发行《三國殺繁体中文版·神话再临—山擴充》，参见三國殺繁体中文版。
  - 10月，发行《三国杀·国战》第三个扩充包《君临天下·势备篇》。
  - 12月，发行《武逆乾坤-天》。
  - 12月，发行《三国杀·国战·典藏版》。
- 2015年
  - 1月17日，在台湾发行《三國殺繁體中文版·一將成名2011-2013合輯》，参见三國殺繁体中文版。
- 发行《一将成名2015》。
- 2018年
  - 发行“神话再临—陰”、“神话再临—雷”扩充包。
  - 9月17日，《三國殺·十週年》開服。
- 2021年
  - 发行《三国杀·国战》扩充包《不臣篇》。

### 英文標題
官方英文標題為「Legend of the Three Kingdoms」，或直譯為「Sanguosha」，在Steam版推出後命名為「War of the Three Kingdoms」，及手機海外服命名為「Game of Heroes: Three Kingdoms」。

## 其他版本

### 网络版本
1. 三國殺Online
  - 三国杀Online是三国杀纸牌游戏的网上版本，[26]是大陸第1款商业網上桌上游戏。
  - 该游戏最先由边锋自行开发运营，后被盛大收购,然後被杭州遊卡公司收購。
  - 另有三国杀移动版、三国杀TV版、欢乐三国杀（H5版）、三国杀厘米秀版和三国杀微信小游戏等網上版本。

### 区域化版本
1. 三國殺正体中文版
  - 2012年5月12日，由疯桌遊代理的《三國殺繁体中文标准版》（专供台湾）在台湾正式上市。在这之前，繁体中文推广版已于2月13日在台湾上市。
    - 该版本除常规卡牌外，还将额外随机赠送SP卡一张。包括：SP楊修、SP貂蟬、SP公孫瓚、SP袁術，其中袁術、貂蟬采用了全新的插画。

  - 2012年9月29日，由瘋桌遊代理的《三國殺繁体中文标准版》（专供台湾）第二版在台湾正式上市。
    - 该版本除常规卡牌外，还将额外随机赠送SP卡一张。包括：SP大喬、SP趙雲，全部为采用了全新插画的复刻版武将。

  - 2013年1月26日，由疯桌游代理的《三國殺繁体中文版·神话再临—風擴充》，在台湾上市。
    - 该版本除8張常规武将擴充卡牌外，还将隨機赠送：神關羽、神呂蒙、SP甄姬、SP馬超、SP甘寧、SP呂布中的随机一张。其中赠送的SP全部为采用了全新插画的复刻版武将。

  - 2013年2月8日，由疯桌游代理的《三國殺繁体中文版·神话再临—軍爭篇擴充》，在台湾上市。
    - 该版本内含52张扩充游戏牌，还额外随机附赠《繁中標準版》SP武将闪卡一张（包括：貂蟬、袁術、楊修、公孫瓚、趙雲、大喬）。

  - 2013年4月20日，由疯桌游代理的《三國殺繁体中文版·神话再临—火擴充》，在台湾上市。
    - 该版本除8張常规武将擴充卡牌外，还将隨機赠送：神諸葛亮、神周瑜、SP張遼、SP黃蓋、SP郭嘉、SP陸遜中的随机一张。其中赠送的SP全部为采用了全新插画的复刻版武将。

  - 2013年4月27日，由瘋桌遊代理的《三國殺繁体中文标准版》（专供台湾）第三版在台湾正式上市。
    - 该版本除常规卡牌外，还将额外随机赠送SP卡一张。包括：SP黃月英、SP諸葛亮，全部為采用了全新插画的复刻版武将。

  - 2014年5月17日，由瘋桌遊代理的《三國殺繁体中文标准版》（专供台湾）第四版在台湾正式上市。
    - 该版本除常规卡牌外，还将额外随机赠送SP卡一张。包括：SP劉備、SP關羽、SP曹操、SP孫權、SP夏侯惇、SP孫尚香，全部為采用了全新插画的复刻版武将。

  - 2014年7月26日，由疯桌游代理的《三國殺繁体中文版·神话再临—林擴充》，在台湾上市。
    - 该版本除8張常规武将卡牌外，还将隨機赠送：神呂布、神曹操、SP司馬懿、SP張飛、SP呂蒙中的随机一张。其中赠送的SP全部为采用了全新插画的复刻版武将。

  - 2014年8月8日，由疯桌游代理的《三國殺繁体中文版·界限突破標準版擴充》，在台湾上市。
    - 該版本內含21張新規武將擴充卡牌及1張擴充遊戲卡牌外，還將隨機贈送SP卡：SP華雄。為采用了全新插画的复刻版武将。

  - 2014年8月22日，由疯桌游代理的《三國殺繁体中文版·神话再临—山擴充》，在台湾上市。
    - 该版本除8張常规武将卡牌外，还将隨機赠送：神司馬懿、神趙雲、SP周瑜、SP許褚、SP華佗中的随机一张。其中赠送的SP全部为采用了全新插画的复刻版武将。

  - 2015年1月17日，由疯桌游代理的《三國殺繁体中文版·一將成名2011-2013合輯》，在台湾上市。
    - 該版本內含37張擴充武將卡牌。其中夏侯霸、祖茂、曹昂為台灣版專屬擴充武將。

  - 2015年3月21日，由瘋桌遊代理的《三國殺繁体中文标准版》（专供台湾）第五版在台湾正式上市。
    - 该版本除常规卡牌外，还将额外随机赠送SP卡一张。包括：SP夏侯淵、SP黃忠，全部為采用了全新插画的复刻版武将。
2. Legends of The Three Kingdoms
  - 2012年8月18日，在美国通过ZiKo Games代理发行《LTK·Legends of The Three Kingdoms》（三国杀英文版）。
  - 该版本全文为英文，部分UI为英文格式书写作了微调，武将卡上增设了性别图示。其中卡牌配置为标准版，并额外赠送英文版武将闪卡一张。
3. Tam Quốc Sát（越南版）[27]
4. 日本版
5. 西班牙版?

### 变体版本
1. Q版三国杀
  - 2009年推出《Q版三国杀》[28]，可爱风趣的画风和原本《三国杀》应有的游戏内容完美结合用以吸引了轻度桌游玩家和女性玩家。
  - Q版三国杀中拥有的Q版专属武将“楊修”以及之后推出的Q版三国杀武将公仔，都是《三国杀标准版》所没有的。
  - Q版三国杀目前已推出了“神话再临—风”扩充包[29]和神话再临合集。
    - “神话再临—风”扩充包包含：8张Q版武将牌、1张Q版神将牌（1/2）、神将手办1个（1/2）、身份局火武将闪卡1张。
    - “神话再临合集”扩充包包含：52张Q版游戏牌、32张Q版武将牌、2张Q版神将牌（2/8）、身份局武将闪卡1张、体力牌1张。
2. 初出茅庐版
  - 2010年推出《三国杀—初出茅庐版》，针对初学者的特点，对武将和技能做出精简，更适合新玩家学习三国杀规则。
  - 《三国杀—初出茅庐版》由64张卡牌组成，适合游戏人数为4人。
  - 该版本的游戏规则、武将技能、人设美术都与《三国杀》标准版保持基本一致，仅在四种类型卡牌数量上做了精简：身份牌、体力牌均为四张，武将也从标准版的25位，简化成關羽、甘寧、呂布、張遼4位。卡牌尺寸也比标准版稍为减小。
3. 关公邮票珍藏版
  - 2011年9月14日推出的《三国杀关公邮票珍藏版》，内含标准版、军争篇、神话再临系列（风火林山）扩展、神关羽武将卡、关羽武将闪卡、“千里单骑”特种邮票、“夜读春秋”特种邮票、“关公像”特种邮票。
  - 游戏卡牌背面进行套票加型张的邮票仿印，形成“邮票”卡。
  - 这个版本还对武将技能描述、卡牌描述作了修订和规范。但有部分武将技能描述修订后和现有规则产生歧义甚至错误（例如孙坚、周瑜、庞统等武将的技能），引起玩家较大争议。
4. 邮政专供版
  - 2011年11月1日推出的《三国杀邮政专供版》，外包装为黑色铁盒，仅有一张卡牌大小。
  - 内含一套标准版卡牌共153张以及一份全彩规则说明书，并随机赠送一张《三国杀》武将闪卡。
  - 此版本仅供全国邮政书报亭售卖。
5. 三国杀阿狸纪念版
  - 三国杀标准版游戏规则+阿狸卡通形象。
  - 含三国杀2013年全部的武将技能调整内容。
6. 三国杀S、K、X、I、E系列
  - 即「官方盜版」：市面上流行的「殺S」\「閃K」\「I3/I5/I7」\「X系列」\「E系列」等版本，收錄武將很多但價格便宜且卡牌質量略差，有說法稱最初是為了對抗盜版卡牌而發售的。此外S系列和K系列卡牌略比正常卡牌窄，故稱「窄牌」。
7. 三国杀Online线下纪念版
  - 2015年Chinajoy展会上限量2000套推出《三国杀Online线下纪念版》[30]。
  - 武将牌的插画替换成三国杀Online皮肤。
  - 武将牌采用PVC塑料材质制作。
  - 手气卡、点将卡、换将卡首次现身于线下实体版。
8. 三国杀爱情公寓纪念版
9. 三國殺火影忍者版

### 衍生产品
1. 三國殺·曹操墓
  - 2011年7月，游卡桌游推出《三国杀·曹操墓》，该游戏部分组件及人物采用了三国杀游戏装备和人物的名称，是一款卡牌记忆拼图类型游戏。
  - 《三国杀·曹操墓》游戏配件由4张画像、60块碎片（包括16块武器碎片、16块防具碎片、12块画轴碎片、3块雕像碎片、7块水晶、6件垃圾）组成。
  - 适合游戏人数为2～5人。
  - 其中的画像“貂蝉”的原画被采用出版发行了三国杀SP002武将卡牌。
2. 三國殺·校园版
  - 2012年5月，边锋桌游推出《三国杀·校园版》，该游戏融合了三国杀和网上流传的大学杀游戏特点，对游戏身份、角色和技能做了改版，并采用了Q版画风，使之更适合校园氛围。
  - 《三國殺·校园版》由25张武将卡牌、108张游戏牌组成。
  - 适合游戏人数为2～10人。
3. 三國殺·斗地主
  - 2012年12月25日，游卡桌游推出《三國殺·斗地主》，该游戏是一款集竞技、聚会于一身的卡牌游戏，其利用民间斗地主规则，加入了三国杀元素。
  - 《三國殺·斗地主》包含52张扑克牌、6种特殊牌、4名武将牌；其中每名武将都被赋予了崭新的技能、每张特殊牌都具有独特的效果。
  - 适合游戏人数为3～4人。
  - 與手機版本的「斗地主模式」和手機版本衍生產品《三國殺·斗地主版》有差異。
4. 三國殺·對戰卡
  - 2013年5月8日，游卡桌游联合桌游志杂志社推出《三國殺·對戰卡》，该产品由游卡桌游监制，桌游志发行。该产品原定于3月中旬发行，因闪卡制作工艺问题延期至5月。
  - 该游戏是一款以《三國殺》题材为背景的集换式卡牌游戏（TCG）。玩家可以根据自己的战术需求，将不同武将、锦囊、装备牌组成一套牌组和对手的牌组进行对战。
  - 《三國殺·對戰卡》使用了《三國殺》武将的人物设定，并重绘为Q版。卡片尺寸和三国杀标准版一致。
  - 在第一弹中共包含52名武将牌、6张装备牌、6张锦囊牌。其中每个《三國殺·對戰卡》包含6张随机卡牌（每包随机三张C、两张UC、一张R/SR/HR）。
  - 适合游戏人数为2人。
  - 衍生网游《斗脑三国》（原《三国对战卡OL》）
5. 三国杀·阵面对决
  - 2014年11月上市的一款集換式卡牌遊戲，同樣基於《三國殺》題材而開發。[31]。于2018年8月13日宣布停更[32]。
6. 其他衍生产品
  - TCG类
    1. 三国杀·纵横
    2. 三国杀·战魂
    3. 三国杀·战神

  - 欢乐坊系列
    1. 三国杀·攻心计
    2. 三国杀·野心家
    3. 三国杀·富甲三国

  - 其他桌游
    1. 三国杀·叠叠乐
    2. 三国杀麻将
    3. 怒焰三国杀（及其同名网游）
    4. 三国杀·骰子版

  - 网游与单机游戏
    1. 三国杀·烈：一款同樣基於《三國殺》的手機遊戲，但加入了歷史劇情。
    2. 三国杀传奇
    3. 三国杀·英雄传（原《战灵》）
    4. 三国杀·霸业
    5. 三国杀·名将传

  - 其他游戏
    1. 三国杀数码对战机

### 周边产品
- 《三國殺·幻》：2018年改編電影。
- 《三國殺：太平天書》：2024年動漫。

## 争议

### 三国杀与Bang!
纸牌游戏《Bang!》的发行方意大利达芬奇公司声称，在中国颇为流行的纸牌游戏《三国杀》照搬《Bang!》的游戏规则和架构设计，只修改游戏背景和角色名字的做法，构成了对《Bang!》版权的侵犯（但是根据通行的版权法规，游戏规则和创意并不在版权保护范围之内，所以此项指控很难在法律上获得承认）。《Bang!》的作者埃米利亚诺·夏拉用“不公平”来形容：“如果你将整个游戏规则照搬过去，只是改变某些名称，以及只做一点点修改的话，那么你正在偷窃其它人的劳动成果。”
游卡桌游对此辩解称，《三国杀》和《Bang!》的游戏类型是一样的，但游戏背景完全不同，“同类游戏在玩法当然有接近的地方，但彼此的内容却不一样，《三国杀》是建立在前作基础上的创新”。而在游卡桌游在早期官方博客上展示的卡牌設計原型中，卡牌設計沿用了《Bang!》的顏色邊框表示卡牌性質，並使用了《Bang!》一樣的功能符號表示卡牌的功用。

### 三国杀与三国斩
2010年7月13日，盛大网络全资子公司杭州边锋网络以涉嫌抄袭《三国杀》为由，状告桌游世界开发的《三国斩》。边锋网络称：“《三国斩》采取同义词替换、语序倒装的方式改变《三国杀》中人物的选择、人物的技能、游戏牌的效用、游戏规则的文字描述，使二者构成实质性相似，其行为构成了‘剽窃他人作品’之情形。”
《三国斩》游戏研发方公开表示《三国杀》有抄袭《Bang!》之嫌，《三国斩》和《三国杀》一样，都是借鉴了《Bang!》，《三国杀》无权状告《三国斩》。对此，游卡桌游认为，《三国杀》和《Bang!》游戏背景、武将技能、卡牌描述都完全不同，但《三国斩》的相关内容却与《三国杀》高度相似，这就是创作和剽窃的差别所在。2010年12月31日，盛大方面申请撤回诉讼，官司无果而终。

### 三国杀与腾讯英雄杀
2010年8月24日，腾讯的《英雄杀》正式启动技术测试。该游戏被怀疑大量抄袭《三国杀》的游戏系统等内容，引起玩家非议。

### 上層審查
2018年3月2日，三國殺官方宣告應上層部門需求，其中的要求為：將online版的皮膚插畫修改，包括露乳、露股等地方都遮蓋；「借刀殺人」改為「借刀」；武將關銀屏的技能「血祭」改為「雪恨」。雖玩家對修改插畫的作為褒貶不一，不過其中的「借刀」修改引起眾多玩家非議。之後官方將部分的「借刀」修改調回原狀。

#### “三國打”風波
2019年7月3日，官方如同上述的理由，也將列為敏感的部分除去，包括將插畫曝露的地方遮蓋，更將插畫中去除「血腥」，將武將插畫中的血去除。此外，還將武將在新服的台詞描述中的「殺」修改成「打」，例如武將曹昂的「爾等叛賊，來一個，我殺一個!」變成「爾等叛賊，來一個，我打一個!」；袁紹的「全都去死吧!」變成「全都去吧!」；潘鳳的陣亡台詞「潘鳳又被華雄斬了。」變成「潘鳳又被華雄打了。」等等的台詞，造成玩家的非議，揶揄為「三國打」。隨後於7月5日撤銷台詞和部分血腥修改。但手殺（三国杀移动版）仍然有些台詞未改，例如靈雎的「殺人，誅心！」描述上還是「奸敵，誅心！」

### Steam評價
網遊版日後的充值系統、遊戲失衡、多平台伺服及運營不力等因素逐漸成為玩家的批評主對象，自衍生Online版本《三國殺十週年》於2021年尾在Steam上市之後，獲得90%以上惡評，並進入「糞作名人堂」榜首。2022年2月11日，下架自Steam平台，2月15日再回歸。2023年8月11日被守望先锋“归来”挤下榜首。2023年10月13日，在中國玩家持续的差评轰炸下，三国杀以9%的好评率重回Steam差评榜榜首。这一事件被国内网友戏称为"匡扶汉室"。后续只要出现差评更多的游戏玩家们都会努力将三国杀保持在差评榜榜前。

## 逸闻
- 2012年秋季，加州大学伯克利分校开设了一门名叫「探索三国：古典中国小说和三国杀桌游」的课程[45]，课程有关三国时期历史，并将这段历史与中国当代的流行文化联系起来。此前，伯克利大学的三位中国学生将卡牌和规则翻译成英文[46]。三国杀也成为了这个课程的一部分[47]。
- 2013年1月25日，上海电视台《新闻坊》播放了一则天气新闻，气象预报员在对霾天气进行分析时，镜头右下角的背景中，出现了一名背对着镜头的黑衣男子正在电脑上玩“三国杀”的画面，该事件引起争议，不少网友调侃“用三国杀来预测天气”。1月30日，上海市气象局表示，视频背景中的男子是上海市公共气象服务中心下属上海新气象科技信息有限公司员工，虽然是午休时间，但在工作场所和平台内玩游戏，已被开除并作调查处理。[48]
- 《三国杀》（online版本）登陆Steam后，由于长期存在的武将失衡、氪金问题、一游多制（同为三国杀但杭州游卡桌游对于线上版本的三国杀运营开辟了多个版本，如三国杀移动版，三国杀online，三国杀十周年等等，且数据不互通、武将也不尽相同）等问题，因而成为众多游戏爱好者（尤其是三国杀玩家）群起而攻之的对象。而这些玩家不但因为游戏本身问题而差评，还因为一些无厘头的事情而宣泄于三国杀差评（如不开心、被骗或失恋等）。同时每逢有其他游戏出现风评危机等情况，该游戏的玩家便会到三国杀的Steam评论区或社区申请援助（即双方互相给对方的游戏刷取差评而获得差评榜排名），有玩家经常用游戏内的台词戏称这一点（如:你我兄弟齐上，焉有一合之将 等）。
- 《三国杀》在整个2022年都是Steam差评榜第一，但在2023年先后被《守望先锋2》和《NBA 2K24》挤下这个位置，因此有大量玩家以“连差评第一都保不住”为由而给《三国杀》进行差评。2023年亦被国内玩家称为“三国杀玩家最难忘的一年”。
- “蒸蒸日上”事件:由于三国杀长期存在的上述问题并始终未能改善，玩家集体也在自发抨击三国杀的策划和背后的游卡桌游。2018年，当一位玩家询问三国杀客服是否会在2020年关闭老服务器时，策划回复到:“不会的哦，我们的游戏正在蒸蒸日上哦。”由于该回复与现实有较大差异让玩家感到十分幽默，而深感乐子的部分玩家多次以此为由请客服再次重复该片段以达到娱乐的目的。同时，随着三国杀玩家的传播，“蒸蒸日上”这个词也逐渐有了反讽之意。但是从2020年推出了“稀世珍宝”界徐盛后三国杀逐渐开始进行强度膨胀，并且在后续又推出“江山如故”等线下拓展包，游戏流水大幅度提升，现在“蒸蒸日上”一词已经变为现实。